# Сментово-Гранічне
Сментово-Гранічне (пол. Smętowo Graniczne, нім. Schmentau) — село в Польщі, у гміні Сментово-Гранічне Старогардського повіту Поморського воєводства.
Населення — 1585 осіб (2011).

## Демографія
Демографічна структура станом на 31 березня 2011 року:
|          | Загалом | Допрацездатний вік | Працездатний вік | Постпрацездатний вік |
| -------- | ------- | ------------------ | ---------------- | -------------------- |
| Чоловіки | 758     | 163                | 535              | 60                   |
| Жінки    | 827     | 163                | 502              | 162                  |
| Разом    | 1585    | 326                | 1037             | 222                  |